# West Thurrock
West Thurrock – miejscowość w Anglii, w hrabstwie ceremonialnym Essex, w dystrykcie (unitary authority) Thurrock. Leży 32 km na południowy zachód od miasta Chelmsford i 29 km na wschód od Londynu. W 2001 miejscowość liczyła 7795 mieszkańców. Zawiera centrum handlowe Lakeside oraz kościół, przy którym filmowano sceny pogrzebowe w filmie Cztery wesela i pogrzeb.